# Zoja Rudnowa
Zoja Rudnowa, ros. Зоя Николаевна Руднова (ur. 19 sierpnia 1946 w Moskwie, zm. 12 marca 2014 tamże) – rosyjska tenisistka stołowa reprezentująca ZSRR, dwukrotna mistrzyni świata, dziesięciokrotna mistrzyni Europy. 
W mistrzostwach świata startowała siedmiokrotnie, sześciokrotnie zdobywając medale. Dużym sukcesem zakończył się jej występ w mistrzostwach świata w Sztokholmie (1967), gdzie zdobyła cztery medale: srebrny drużynowo i trzy brązowe (gra pojedyncza, podwójna i mieszana). Dwa lata później w Monachium stanęła na najwyższym stopniu podium dwa razy, w grze podwójnej (grając w parze ze Swietłaną Fiedorową-Grinberg) i drużynowo.
W mistrzostwach Europy osiemnastokrotnie zdobywała medale. Była czterokrotną mistrzynią Starego Kontynentu w grze mieszanej (grając w parze ze Stanisławem Gomoskowem) (1968, 1970, 1972, 1974), dwukrotnie w grze pojedynczej (1970, 1972), trzykrotnie drużynowo i jeden raz w grze podwójnej (w parze ze Swietłaną Fiedorową-Grinberg) w 1970 roku. Życiowy sukces odniosła podczas Mistrzostw Europy 1970 w Moskwie, zdobywając cztery złote medale (gra pojedyncza, podwójna, mieszana i drużynowo).
Mistrzyni Europy juniorów (1961) w grze pojedynczej, podwójnej i drużynowo. Zwyciężczyni prestiżowego turnieju Europa Top 12 (1974).